# Candidus van der Linden
Arnoldus Cornelis (Noud/Candidus) van der Linden (Oisterwijk, 10 februari 1919 - Oxnard, 16 augustus 1998) was een Nederlands geestelijke, werkzaam op de Nederlandse Antillen. Hij kreeg echter grotere bekendheid als amateurornitholoog. Zijn naam Candidus heeft hij aangenomen na het overlijden van Candidus Nauwens, werkend op Curaçao.
Hij was zoon van een Oisterwijkse vroedvrouw Catharina Hendrika de Groot ("Het vroedvrouwke van Oisterwijk") en schoenfabrikant Johannes Petrus van der Linden. Het echtpaar kreeg zestien kinderen, meerdere familieleden waren eveneens geestelijke.
Hij was voorbestemd om in het onderwijs te gaan en nam deel aan een studie aan de Bisschoppelijke Kweekschool in 's-Hertogenbosch. Met een diploma onderwijs Frans op zak werd hij frater. Tussen 1938 (toetreding congregatie fraters Onze Lieve Vrouw Moeder van Barmhartigheid) en 1945 was hij daadwerkelijk onderwijzer in Deurne (Noord-Brabant) (Lagere jongensschool aan de Visser). Daarna werd hij via de congregatie naar Curaçao gestuurd en gaf daar les op diverse scholen waaronder het St Thomascollege. Hij studeerde op dat eiland verder en behaalde daar zijn hoofdakte. Dit leidde er toe dat hij schoolhoofd kon worden van onder meer het Mgr. Niewindt College, Kolegio Don Sarto (1961) en de St Dominicusschool (1967). Hij was daarnaast tevens werkzaam op Trinidad en Tobago.  Ook op geestelijke vlak groeide hij door; hij werd overste binnen de fraters op Bonaire waar hij ook naar toegestuurd was. Op dat eiland was hij ook jarenlang lid van het schoolbestuur Stichting Scholengemeenschap Bonaire (SGB). In 1979 ging hij met pensioen.
Dat pensioen leidde tot een verdieping binnen de vogelkennis op de Nederlandse Antillen, dat van een hobby uitgroeide tot een dagtaak, mede door zijn lidmaatschap van STINAPA Bonaire. Van zijn hand kwamen talloze publicaties over de vogels op de eilandengroep, maar dan de nadruk op Bonaire. Hij zette zich voor de vogelbescherming en bracht nieuwe vogelsoorten aan het licht Zo bracht hij bij ornithologen Arie Spaans uit Arnhem en hoogleraar Karel Voous de jacana op Bonaire onder de aandacht. Voous en Van der Linden werd vogelvrienden; Van der Linden droeg voor de Antillen bij aan het werk van Voous. Van der Linden was zeven jaar secretaris van Washington Slagbaai National Park; het eerste nationaal park op de Antillen. 
Zijn laatste levensjaren bracht hij door in Oxnard, Californië; hij was er plaatsvervangend overste en droeg daar de naam Frater Francis.
In 1975 werd hij benoemd tot ridder in de Orde van Oranje-Nassau; in 1991 kreeg hij voor die hobby de Zilveren Anjer opgespeld; in 1995 werd hij ereburger van Bonaire.
- Library of Congress Control Number: n00022856
- Virtual International Authority File: 55375874